# Puchar COSAFA 1997
COSAFA Cup 1997 – mecze turnieju były rozgrywane w dniach od 1 marca do 31 sierpnia 1997 roku. W pucharze wystartowało 9 drużyn narodowych:
- Botswana
- Lesotho
- Malawi
- Mozambik
- Namibia
- Suazi
- Tanzania
- Zambia
- Zimbabwe

Zwycięzcą turnieju została  Zambia.

## Runda kwalifikacyjna
| 1 marca 1997 | Botswana · Aaron Lesupi 3' | 1:41:1 | Malawi · Felix Nyirongo 27' · John Maduka 51' · Jones Nkhwazi 73' · Meck Mwase 88' | Gaborone, Botswana Widzów: 8000 Sędzia: Felix Tangawarima (Zimbabwe) |
|              |                            |        |                                                                                    |                                                                      |

| 2 marca 1997 | Lesotho | 0:2 | Zambia · Edward Kangwa 10' · Mwape Miti 15' | Maseru, Lesotho Widzów: 20 000 Sędzia: Junior Arao (Mozambik) |
|              |         |     |                                             |                                                               |

| 3 marca 1997 | Suazi | 0:40:2 | Mozambik · Adelino 36' · Adelino 42' · Adelino 70' · Eurico 83' | Lobamba, Suazi Widzów: 15 000 Sędzia: Jelas Masole (Botswana) |
|              |       |        |                                                                 |                                                               |

| 16 marca 1997 | Namibia · Johannes Hindjou 87' · Johannes Hindjou 119' | 2:1, po dogrywce1:1, 0:0 | Zimbabwe · Gilbert Mushangazhike 76' | Windhuk, Namibia Widzów: 12 000 Sędzia: Paul Kanyonga (Zambia) |
|               |                                                        |                          |                                      |                                                                |

Tanzania do rundy finałowej awansowała automatycznie.

## Runda finałowa
| 12 kwietnia 1997 | Malawi · Jones Nkhwazi 57' · Albert Mpinganjira 70' | 2:20:1 | Mozambik · Tico-Tico 31' · Nuro 79' | Lilongwe, Malawi Widzów: ? Sędzia: Pastor Lillane (Lesotho) |
|                  |                                                     |        |                                     |                                                             |

| 19 kwietnia 1997 | Zambia · Paul Chella 26' · Edward Kangwa 44' · Mwape Miti 85' · Nelson Banda 88' | 4:02:0 | Malawi | Lusaka, Zambia Widzów: ? Sędzia: Wilfred Mukuna (Zimbabwe) |
|                  |                                                                                  |        |        |                                                            |

| 31 maja 1997 | Tanzania | 0:0 | Namibia | Mwanza, Tanzania Widzów: 15 000 Sędzia: Pinto de Oliviera (Angola) |
|              |          |     |         |                                                                    |

| 15 czerwca 1997 | Mozambik · Tico-Tico 50' · Tico-Tico 69' · Adelino 76' | 3:00:0 | Tanzania | Maputo, Mozambik Widzów: 50 000 Sędzia: Benson Chapenuka (Zambia) |
|                 |                                                        |        |          |                                                                   |

| 28 czerwca 1997 | Namibia · Gervatius Uri Khob 35' · Sandro de Gouveia 57' · Johannes Hindjou 69' · Eliphas Shivute 75' | 4:11:0 | Malawi · Lovemore Fazili 77' | Windhuk, Namibia Widzów: 8000 Sędzia: Enock Nkambule (Suazi) |
|                 | |        |                              |                                                              |

| 5 lipca 1997 | Tanzania · Edibilly Lunyamila 56' · Hussein Marsha 75' | 2:20:0 | Zambia · Masauso Tembo 71' · Alex Namazaba 83' | Arusha, Tanzania Widzów: 22 000 Sędzia: Alex Kapienaina (Namibia) |
|              |                                                        |        |                                                |                                                                   |

| 20 lipca 1997 | Mozambik · Pinto Barros 15' | 1:1 | Namibia · Silvester Goraseb 44' | Maputo, Mozambik Widzów: 15 000 Sędzia: Manfred Kawaye (Malawi) |
|               |                             |     |                                 |                                                                 |

| 2 sierpnia 1997 | Zambia · Frazer Kamwandi 50' · Frazer Kamwandi 81' | 2:10:0 | Mozambik · Sergio Faife 51' | Lusaka, Zambia Widzów: ? Sędzia: Dintle Mphele (Botswana) |
|                 |                                                    |        |                             |                                                           |

| 9 sierpnia 1997 | Malawi · Lovemore Fazili 19' · Jones Nkhwazi 72' | 2:21:2 | Tanzania · Idelphonce Amlima 7' · Victor Bambo 43' | Lilongwe, Malawi Widzów: 9000 Sędzia: Filippe Junior (Mozambik) |
|                 |                                                  |        |                                                    |                                                                 |

| 31 sierpnia 1997 | Namibia · Mohamed Ouseb 47' | 1:10:1 | Zambia · David Siame 32' | Windhuk, Namibia Widzów: 12000 Sędzia: Petros Mathabela (RPA) |
|                  |                             |        |                          |                                                               |

## Tabela końcowa
| Poz. | Reprezentacja | Pkt | M | Z | R | P | Br+ | Br- | +/- |
| ---- | ------------- | --- | - | - | - | - | --- | --- | --- |
| 1.   | Zambia        | 8   | 4 | 2 | 2 | 0 | 9   | 4   | +5  |
| 2.   | Namibia       | 6   | 4 | 1 | 3 | 0 | 6   | 3   | +3  |
| 3.   | Mozambik      | 5   | 4 | 1 | 2 | 1 | 7   | 5   | +2  |
| 4.   | Tanzania      | 3   | 4 | 0 | 3 | 1 | 4   | 7   | -3  |
| 5.   | Malawi        | 2   | 4 | 0 | 2 | 2 | 5   | 12  | -7  |

| Legenda:              |
| Pkt – liczba meczów   |
| M – punkty            |
| Z – zwycięstwa        |
| R – remisy            |
| P – porażki           |
| Br+ – bramki zdobyte  |
| Br- – bramki stracone |
| +/- – różnica bramek  |

## Najlepsi strzelcy
- 4 gole
  -  Adelino
- 3 gole
  -  Johannes Hindjou
  -  Tico-Tico
  -  Jones Nkhwazi
- 2 gole
  -  Edward Kangwa
  -  Mwape Miti
  -  Frazer Kamwandi
  -  Lovemore Fazili